# 善竹隆平
善竹 隆平（ぜんちく りゅうへい)は、狂言方大蔵流能楽師。

## 経歴
二世善竹彌五郎の次男で父に師事。5歳の時、狂言「靱猿」で初舞台。
「三番三」「釣狐」「那須語」｢花子」を披演する。
兵庫県立宝塚北高等学校演劇科講師。
能楽協会大阪支部常議員。
「平成10年度神戸ブルーメール賞」
「平成10年度大阪文化祭奨励賞」
「平成15年度兵庫県芸術奨励賞」　
「第3回神戸キワニス文化賞」
平成18年度「芸術祭新人賞」
平成23年度「大阪文化祭賞」
平成27年度｢芸術祭優秀賞」受賞。